# Texas Rangers (film)
 For alternative betydninger, se Texas Rangers. (Se også artikler, som begynder med Texas Rangers)
Texas Rangers er en amerikansk drama/westernfilm fra 2001 instrueret af Steve Miner. Den handler om en gruppe af Texas Rangers, i tiden efter den amerikanske borgerkrigs æra.
Texas Rangers var en box office bombe, da den kun tjente $ 623,374 med et budget på 38 millioner dollars.

## Medvirkende
| Skuespiller        | Rolle                   |
| ------------------ | ----------------------- |
| James Van Der Beek | Lincoln Rogers Dunnison |
| Rachael Leigh Cook | Caroline Dukes          |
| Ashton Kutcher     | George Durham           |
| Dylan McDermott    | Leander McNelly         |
| Usher Raymond      | Randolph Douglas Scipio |
| Tom Skerritt       | Richard Dukes           |
| Randy Travis       | Frank Bones             |
| Alfred Molina      | John King Fisher        |
| Billy Morton       | Abajo                   |
| Kate Newby         | Henrietta Dukes         |
| Robert Patrick     | Sgt. John Armstrong     |
| Gordon Michaels    | Guarda Mariachi         |